# &Burn
«&Burn» — песня американской певицы Билли Айлиш и американского рэпера Винса Стейплса. Это альтернативная версия песни Айлиш «Watch». Она была выпущена в качестве сингла 15 декабря 2017 года на лейблах Darkroom и Interscope Records, а позже была включена в декабрьское переиздание альбома Don’t Smile at Me.

## Предыстория и релиз
В заявлении, сделанном Айлиш для The Fader по электронной почте, она написала: «Винс Стейплс был моим главным выбором, поэтому, когда мы скинули ему песню, и он согласился записать куплет, это было невероятно, и стих, который он записал, так хорош. Он — Бог, и я очень рада, что это наконец-то выйдет!». Когда Айлиш и Финнеас записывали песни, заглавный трек был под названием «Watch & Burn». Позже трек стал двумя отдельными песнями. Один из них — «Watch», а другой — «Burn».

## Музыка
По словам автора музыкального блога HighClouds Шахина Рафикяна, «начало песни состоит из изолированного вокала с супер-минималистичными инструментами, переходящими в альтернативный трэп».

## Коммерческий успех
«&Burn» сертифицирован золотым в США и Канаде. Он также был сертифицирован платиновым в Австралии.

## Отзывы
Insider поместил песню под номером 7 в их списке Every Billie Eilish song, сказав, что «Watch» является более ранимым и ностальгическим, в то время как «&Burn» звучит мощно и решительно.

## Творческая группа
Адаптировано под буклет Don’t Smile at Me.
- Билли Айлиш — вокал
- Винс Стейплс — вокал, автор песни
- Финнеас О’Коннелл — продюсер, автор песни
- Джон Гринхэм — мастеринг-инженер, персонал студии
- Роб Кинельски — сведение, персонал студии

## Сертификации
| Регион | Сертификация | Продажи |
| --- | ------------ | ------- |
| Австралия (ARIA) | Платиновый   | 70 000  |
| Канада (Music Canada) | Золотой      | 40 000  |
| США (RIAA) | Золотой      | 500 000 |
| * Данные о продажах приведены только на основе сертификации. · Данные о продажах + прослушиваниях приведены только на основе сертификации. |              |         |

## История релиза
| Регион    | Дата            | Формат                     | Лейбл               | Прим.  |
| --------- | --------------- | -------------------------- | ------------------- | ------ |
| Различный | 15 декабря 2017 | Цифровая загрузка стриминг | Darkroom Interscope | [ 14 ] |